# Orani (Sardinien)
Orani ist eine italienische Gemeinde in der Provinz Nuoro in der Region Sardinien mit 2664 Einwohnern (Stand 31. Dezember 2023).
Orani liegt 24 km südwestlich von Nuoro.
Die Nachbargemeinden sind: Benetutti (SS), Bolotana, Illorai (SS), Mamoiada, Nuoro, Oniferi, Orotelli, Ottana und Sarule.

## Söhne und Töchter der Gemeinde
Der Künstler Costantino Nivola (1911–1988) wurde in Orani geboren. Ihm zu Ehren wurde 1990 ein Museum gebaut. Ebenfalls aus Orani stammt der Schriftsteller Salvatore Niffoi (* 1950).